# Flughafen Sanikiluaq

i7
i11
i13
Der Flughafen Sanikiluaq ist ein Flughafen in Sanikiluaq, Provinz Nunavut, Kanada. Er ist der südlichste Flughafen Nunavuts.

## Zwischenfälle
- Am 22. Dezember 2012 flog eine Fairchild SA-227 Metroliner III mit dem Luftfahrzeugkennzeichen C-GFWX der kanadischen Perimeter Aviation bei einem missglückten Durchstartmanöver am Flughafen Sanikiluaq ins Gelände. Von den neun Insassen kam ein nicht angeschnalltes Kleinkind ums Leben, drei weitere Passagiere wurden schwer verletzt.[1]